# Jozef Vladár
Jozef Vladár (Brogyán, 1934. január 20. – 2025. január 31.) szlovák régész, egyetemi professzor.

## Élete
A nagytapolcsányi gimnáziumban érettségizett 1953-ban. 1958-ban a Comenius Egyetem régészet-történelem szakán végzett. 1958-1976 között a Szlovák Tudományos Akadémia Régészeti Intézetének munkatársa. 1965-től a tudományok kandidátusa, 1974-től docens, 1976-tól tudományok doktora, 1983-tól egyetemi professzor. 1984-től a SzTA levelező tagja.
A Régészeti Intézet igazgatóhelyettese, 1988-1989-ben a Comenius Egyetem Bölcsész Karának dékánja, 1979-1990 között a SzTA Enciklopédiai Intézetének igazgatója és 1996-2007 között a nyitrai Konstantin Filozófus Egyetem régész professzora, 2007-től a muzeológia professzora volt.
Elsősorban Szlovákia őskori (eneolit, bronzkor) régészetével foglalkozott. Ásatásokat végzett többek között Berencsen (1961-1962), Nyitrán (1960) és Szepescsütörtökön (1968-1975).

## Elismerései
- Nyitra város díja

## Művei
- 1964 Zu Problemen der Ludanice-Gruppe in der Slowakei. Slovenská archeológia XII-1, 69-162. (tsz. Lichardus, J.)
- 1968 Erforschung der frühäneolithischen Siedlungen in Branč. Slovenská archeológia 16, 263-352. (tsz. Lichardus, J.)
- 1970 Neskorolengyelské sídliskové nálezy z Nitry. Slov. arch. 18, 373-419. (tsz. Jan Lichardus)
- 1973 Pohrebiská zo staršej doby bronzovej v Branči. Bratislava
- 1974 Die Dolche in der Slowakei. München
- 1978 Umenie dávnovekého Spiša. Bratislava
- 1979 Praveká plastika. Bratislava
- 1979/2015 Venuše slovenského praveku. Bratislava (tsz. Viliam Turčány)
- 1983 Dávne kultúry a Slovensko. Bratislava
- 1991 Slovensko v dobe bronzovej. Bratislava (tsz. Václav Furmánek – Ladislav Veliačik)
- 1999 Die Bronzezeit im slowakischen Raum (tsz. Václav Furmánek – Ladislav Veliačik)
- 2000 Partizánske. Staré a nové epochy. Bratislava (tsz. Egon Wiedermann)
- 2003 Gliederung der Lengyel-Kultur in der Slowakei. Ein Rückblick nach vierzig Jahren. Slov. Arch. 51/2, 2003, 195-216. (tsz. Jan Lichardus)
- 2005 Ján Lichardus 1939–2004. Nitra. ISBN 80-88709-77-6
- 2006 Metamorfózy človeka (tsz.)
- 2007 Branč – Germánska osada z 2. až 4. storočia. Nitra (tsz. Titus Kolník – Varsik, V.)
- 2010 Základné charakteristiky veľkomoravského sídliska z Branča (okr. Nitra). In: Zaměřeno na středovek – Zdeňkovi Měřínskému k 60. narozeninám (tsz. Milan Hanuliak)
- 2018 Animal in the Life of the North-Carpathian Aeneolithic and Early Bronze Age Populations. Študijné zvesti 64. (tsz. E. Wiedermann)
- 2020 The World behind the World. Berlin (tsz. E. Wiedermann)